# ドランスフェルト
ドランスフェルト (ドイツ語: Dransfeld) は、ドイツ連邦共和国ニーダーザクセン州ゲッティンゲン郡に属す市で、ザムトゲマインデ・ドランスフェルトの本部所在地である。

## 地理

### 位置
ドランスフェルトは大学都市ゲッティンゲンと木組み建築都市ハン・ミュンデンとの間、直線距離でほぼ中間に位置している。この街は西のブラムヴァルトおよび南のドランスフェルトの市の森の麓に位置し、アウシュニッペ川が流れ、ドイツ・メルヘン街道の『ホレのおばさん』ルートがこの街を通っている。ドランスフェルトの南にはホーアー・ハーゲンがそびえるが、これはニーダーザクセン州の南に突き出した州内で最も高い山の一つである。

### 市の構成
- ドランスフェルト
- ベルデル
- オッセンフェルト
- ファーミッセン

## 歴史
ドランスフェルトは、960年にオットー1世が記したヒルヴァルツハウゼン修道院の所領リスト中に "Threnesfelde" として初めて記録されている。ドランスフェルトに議会があったことを示す証拠は1345年に現れ、都市権は1368年にブラウンシュヴァイク＝リューネブルク公オットー1世によってこの議会に授けられた。1372年のシュテルネ戦争でこの街は甚大な被害を受け、1430年から堅牢な防衛施設の建設を行ったことが記録されている。三十年戦争の際は、1634年にティリー伯の軍勢に占領され、これにより104棟の民家と60棟の倉が破壊された。
1834年1月26日、ドランスフェルトは火災によって街の大部分を焼失した。この後、街の構造が大きく変更された。通りが拡張され、建築線が整理され、新しい通りは古い通りの構造を考慮して造営された。
この街の両側に位置する主要都市であるゲッティンゲンとハン・ミュンデンとを結び、広域鉄道網に接続するハノーファー南線が 1856年から1980年までドランスフェルトを通っていた。ヘッセン選帝侯領を通過する運行ルートを避けるため、この路線はゲッティンゲンからドランスフェルトを経由する急勾配を登った。このためこのルートはドランスフェルダー・ランプというニックネームがつけられた。1963年にアイヒェンベルクを経由する路線が電化されるまで、この路線は重要な広域鉄道路線であったが、その後はわずかな近郊路線が走るだけとなり、1980年5月に旅客運行が廃止され、ゲッティンゲンへの鉄道は撤去された。ハン・ミュンデンへの区間は貨物路線として1980年代の終わりまで利用されていた。

## 行政

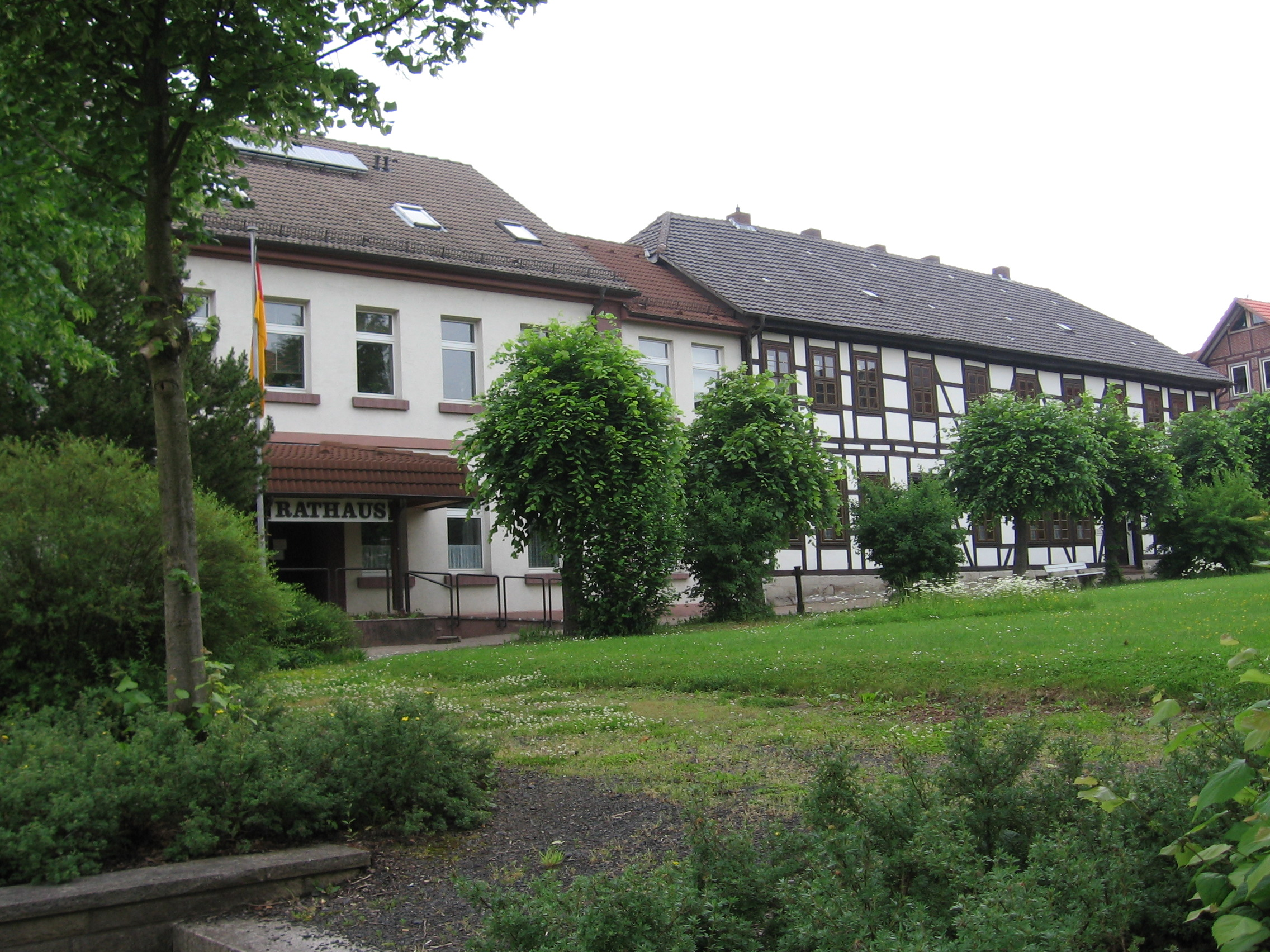
ドランスフェルト市役所

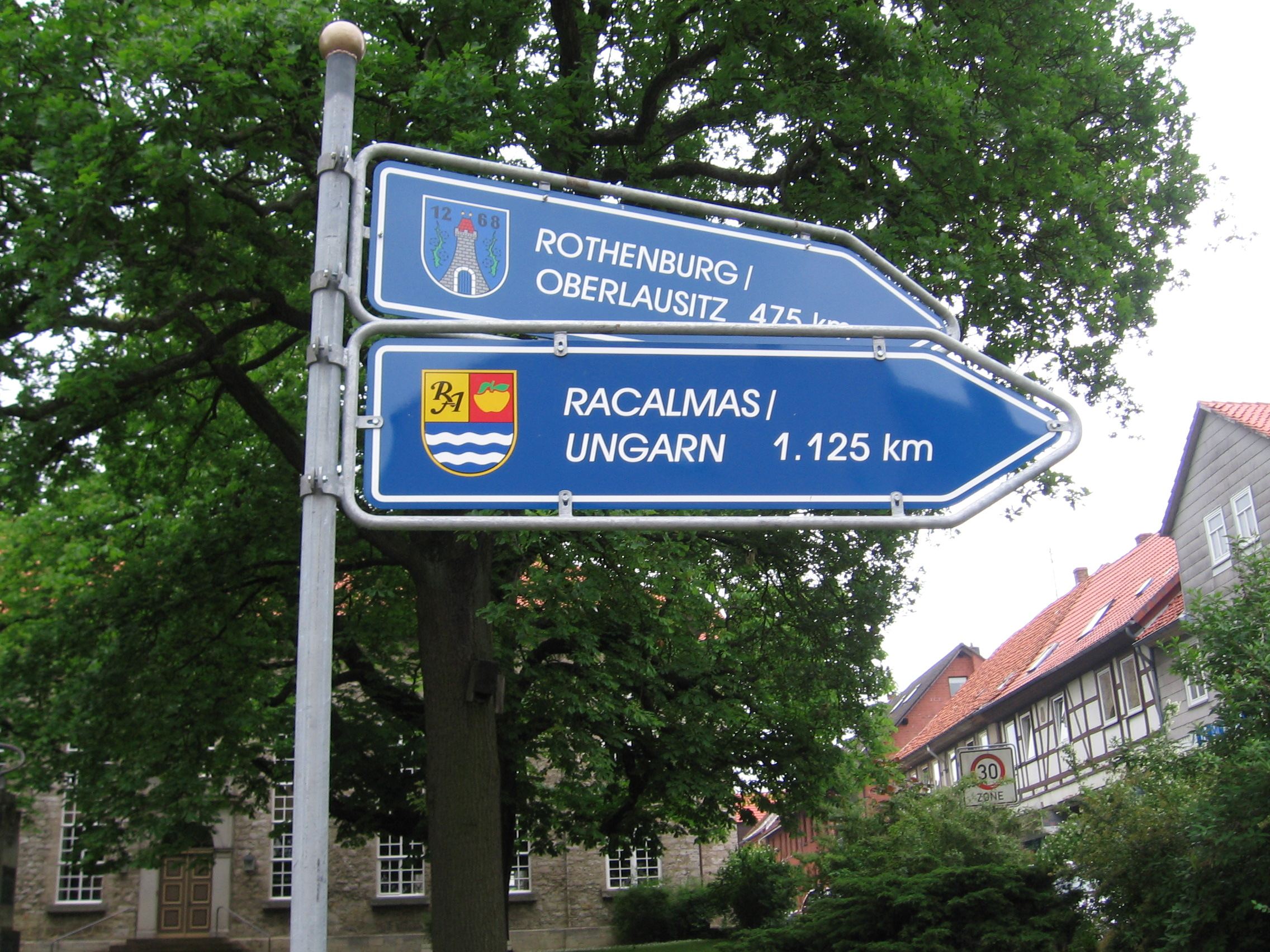
姉妹都市を示す標識

### 姉妹都市
ドランスフェルトは以下の街と姉妹都市協定を結んでいる。
- ローテンブルク/オーバーラウジッツ（ドイツ、ザクセン州）
- デカルト（フランス、アンドル＝エ＝ロワール県）2008年
- Rácalmás（ハンガリー、フェイェール県）ザムトゲマインデ・ドランスフェルトの姉妹自治体である。

## 文化と見所

### 建築
ホーエン・ハーゲンのガウス塔は高さ 51 m で、遠くからも見えるドランスフェルト市の目印である。歴史的建造物としては聖マルティーニ教会がある。
ドランスベルクの北東斜面に131基の墓石が建つユダヤ人墓地がある。この墓地は保護文化財に指定されている。
- ガウス塔
- 聖マルティーニ教会
- ユダヤ人墓地

### スポーツ
毎年5月1日にドランスフェルトで「ハーゼンメルカー・レース」が開催される。このレースは、ドランスフェルトからホーエン・ハーゲンを経由する 10 km の市民レース。この街の最大のスポーツクラブは、ドランスフェルダー・スポーツ・クラブ e.V. である。

## 経済と社会資本

### 交通
連邦道 B3号線がドランスフェルトとハン・ミュンデンおよびゲッティンゲンを結んでいる。市の東、9km 離れたところを、ハノーファー - カッセルを結ぶ連邦アウトバーン A7号線が走っている。この道路は、ドランメタール・ジャンクションで、ハレ (ザーレ)およびライプツィヒへ至るアウトバーン A38号線に接続する。
公共旅客交通機関ではブラウンシュヴァイク地方バス (RBB) の第120系統のバス路線がハン・ミュンデンおよびゲッティンゲンに運行している。
ゲッティンゲン駅はハノーファー - ヴュルツブルク高速鉄道の駅であり、ICEが発着する。ゲッティンゲンを経由して ICE はハンブルク - ハノーファー方面からミュンヘン / バーゼル方面および、ベルリン - ブラウンシュヴァイク方面からフランクフルト - シュトゥットガルト / バーゼルへの路線がある。最寄りの空港は、ハノーファー、カッセル、パーダーボルンにある。
ヴェーザー＝ハルツ＝ハイデ自転車道もドランスフェルトを通っている。ドランスフェルトの区間はどちらの方角も旧ドランスフェルダー鉄道路線（歴史の項参照）を通っている。

### 観光
ドランスフェルトの森のプール「ホーアー・ハーゲン」はスポーツプールの他に、ウォータースライダーを備えた子供用体験/アトラクション・プール、急流水路などを備えている。
ドランスフェルトにはホテルとキャンプ場がある。ベルデル近郊にはゲッティンゲン郡唯一のヌーディスト・キャンプ場がある。
ホーアー・ハーゲンの周りには遊歩道や森林散策路のネットワークがある。

## 出身者
- パウリーネ・ブレマー - サッカー選手

## 引用
1. ↑  Landesamt für Statistik Niedersachsen, LSN-Online Regionaldatenbank, Tabelle A100001G: Fortschreibung des Bevölkerungsstandes, Stand 31. Dezember 2023
2. ↑  Die Urkunden Konrad I. Heinrich I. und Otto I.. In: Monumenta Germaniae Historica, Die Urkunden der deutschen Könige und Kaiser, Band 1. Hannover 1879-1894. Nr. 206, pp. 284 - .
3. 1 2  Peter Ferdinand Lufen: Landkreis Göttingen, Teil 1. Altkreis Münden mit den Gemeinden Adelebsen, Bovenden und Rosdorf. In: Christiane Segers-Glocke (Hrsg.): Denkmaltopographie Bundesrepublik Deutschland. Baudenkmale in Niedersachsen. 5.2, CW Niemeyer, Hameln 1993, ISBN 3-87585-251-6, pp. 109 - .
4. ↑  Bernhard Hausmann: Erinnerungen aus dem achtzigjährigen Leben. Hannover 1873. p. 140.
5. ↑  Stadt Dransfeld: Partnergemeinden. （2011年6月11日内容確認）